# Kakao Games
Kakao Games Corp. (koreanisch 카카오게임즈) ist ein südkoreanischer Videospiel-Publisher und eine Tochtergesellschaft von Kakao Corp. Er ist spezialisiert auf die Entwicklung und Veröffentlichung von Spielen auf PC-, Mobil- und VR-Plattformen. Gegründet wurde das Unternehmen im Jahr 2013. Geführt wird es von Whon Namkoong und KyeHyun Cho.
Ursprünglich bekannt als Daum Games hat Kakao Games seine Produkte ausschließlich in Korea vertrieben. Seit der Übernahme von Daum vertreibt Kakao Games seine Spiele auch in Nordamerika, Europa und anderen Teilen Asiens. Kakao Games nutzt das Spieleportal Daum und das soziale Netzwerk von KakaoTalk, um Spieler innerhalb der Spiele miteinander zu verbinden.

## Veröffentlichte Spiele (Auswahl)
- Black Desert Online (Windows-Version)
- Elyon
- Guardian Tales
- Path of Exile
- BanG Dream! Girls Band Party!
- PUBG: Battlegrounds